# مگان لیوی (فیلم)
مگان لیوی (به انگلیسی: Megan Leavey) فیلمی محصول سال ۲۰۱۷ و به کارگردانی گابریلا کوپروایت است. در این فیلم بازیگرانی همچون کیت مارا، رامون رودریگز، تام فلتون، برادلی وایتفورد، ویل پاتون، سم کیلی، کامن، ادی فالکو، دامسون ایدریس، الکس هافنر، جرالدین جیمز، کوری جانسون ایفای نقش کرده‌اند.